# Droga wojewódzka 228
Die Droga wojewódzka 228 (DW 228) ist eine Woiwodschaftsstraße in Polen und verläuft in Ost-West-Richtung durch die Kaschubische Schweiz innerhalb der Woiwodschaft Pommern. Auf einer Länge von 53 Kilometern verbindet sie die Kreisstädte Kartuzy (Karthaus) und Bytów (Bütow) miteinander und mit der DW 214. Zwischen den Orten Ręboszewo (Remboschewo) und Borucino (Borrutschin) durchquert die DW 228 den Kaszubski Park Krajobrazowy (Kaschubischer Landschaftsschutzpark).

## Straßenverlauf
Woiwodschaft Pommern:
Powiat Kartuski (Powiat Karthaus):
- Kartuzy (Karthaus) (→ DW 211: Żukowo (Zuckau) - Sierakowice (Sierakowitz) - Czarna Dąbrówka (Schwarz Damerkow) - Nowa Dąbrowa (Neu Damerow) (- Słupsk (Stolp)) und DW 224: Wejherowo (Neustadt in Westpreußen) - Kartuzy - Skarszewy (Schöneck) - Tczew (Dirschau))
- Smętowo (Smentau)
- Ręboszewo (Remboschewo)

~ Radunia (Radaune)/Jezioro Wielkie Brodno (Großer Brodno-See) ~
- Brodnica Górna (Ober Brodnitz)
- Przewóz (Lindenhof)

~ Radunia/Jezioro Raduńskie Dolne (Niederer Radaunen-See) ~
- Borucino (Borrutschin)
- Klukowa Huta (Klukowahutta) (→ DW 214: Łeba (Leba) - Lębork (Lauenburg in Pommern) - Kościerzyna (Berent) - Skórcz (Skurz) - Warlubie (Warlubien))
- Węsiory (Wensiorry, 1942–45 Wensem)
- Sulęczyno (Sullenschin)
- Parchowo (Parchau)
- Jamno (Jamen)

o 1919–1939: Deutsch-polnische Grenze (Polnischer Korridor) o
Powiat Bytowski (Powiat Bütow):
- Pomysk Mały (Klein Pomeiske)

X ehemalige Bahnstrecke Lębork–Bytów (Lauenburg in Pommern - Bütow) X
- Bytów (Bütow) (→ Landesstraße (DK) 20: Stargard (Stargard in Pommern) - Gdynia (Gdingen), DW 209: Bytów - Warszkowo (Alt Warschow) (- Sławno (Schlawe)) und DW 212: Osowo Lęborskie (Wussow) - Kamionka)